# Liste der Baudenkmale in Bokensdorf
In der Liste der Baudenkmale in Bokensdorf sind alle Baudenkmale der niedersächsischen Gemeinde Bokensdorf aufgelistet. Die Quelle der  Baudenkmale ist der Denkmalatlas Niedersachsen. Der Stand der Liste ist der 14. Januar 2023.

## Allgemein
In den Spalten befinden sich folgende Informationen:
- Lage: die Adresse des Baudenkmales und die geographischen Koordinaten. Kartenansicht, um Koordinaten zu setzen. In der Kartenansicht sind Baudenkmale ohne Koordinaten mit einem roten Marker dargestellt und können in der Karte gesetzt werden. Baudenkmale ohne Bild sind mit einem blauen Marker gekennzeichnet, Baudenkmale mit Bild mit einem grünen Marker.
- Bezeichnung: Bezeichnung des Baudenkmales
- Beschreibung: die Beschreibung des Baudenkmales. Unter § 3 Abs. 2 NDSchG werden Einzeldenkmale und unter § 3 Abs. 3 NDSchG Gruppen baulicher Anlagen und deren Bestandteile ausgewiesen.
- ID: die Objekt-ID des Baudenkmales
- Bild: ein Bild des Baudenkmales, ggf. zusätzlich mit einem Link zu weiteren Fotos des Baudenkmals im Medienarchiv Wikimedia Commons. Wenn man auf das Kamerasymbol klickt, können Fotos zu Baudenkmalen aus dieser Liste hochgeladen werden:

## Bokensdorf

### Gruppe: Rundling Bokensdorf
Die Gruppe hat die ID 33919532. Ortsbildprägende Gruppe von Hofanlagen mit Wohn-/ Wirtschaftsgebäuden aus dem 19. Jh., am Bauernberg 3 samt Hofeinfahrt und Hofpflasterung, sowie Dorfplatz und alten Baumbestand nördlich des alten Rundlings. Zwei weitere Hofanlagen auf den alten südseitigen Rundlingsparzellen mit platzseitigen Wohnhäusern in Ziegel und Zierfachwerk aus dem frühen 20. Jh. sowie um 1800 errichteten Wohn-/ Wirtschaftsgebäude.

| Lage                                       | Bezeichnung               | Beschreibung | ID       | Bild |
| ------------------------------------------ | ------------------------- | --- | -------- | ---- |
| Bauernberg 2 52° 29′ 50″ N, 10° 42′ 45″ O  | Wohn-/ Wirtschaftsgebäude | Eingeschossiges Fachwerkhallenhaus mit leicht außermittigen Längseinfahrt auf verputzten Sockel unter Halbwalmdach. Verputzte Gefache, Westfassade massiv erneuert. Wirtschaftsteil zu Wohnzwecken ausgebaut. Wirtschaftsgiebel in Geschossbauweise mit gekuppelten Ständern. | 33922504 | BW   |
| Bauernberg 3 52° 29′ 51″ N, 10° 42′ 47″ O  | Wohn-/ Wirtschaftsgebäude | | 33922547 | BW   |
| Bauernberg 3 52° 29′ 50″ N, 10° 42′ 47″ O  | Hofpflasterung            | Pflasterung der Hoffläche mit unregelmäßigen Kopfsteinen. | 33922966 | BW   |
| Bauernberg 4 52° 29′ 48″ N, 10° 42′ 46″ O  | Schule                    | Eingeschossiges Gebäude in Fachwerk mit Ziegelausfachung auf niedrigen Natursteinsockel unter Satteldach. Mittiger Dachreiter als Glockenturm sowie Südgiebel mit Schieferdeckung. Mittige Längseinfahrt. | 33922585 | BW   |
| Bauernberg 9 52° 29′ 45″ N, 10° 42′ 47″ O  | Wohn-/ Wirtschaftsgebäude | Zweigeschossiger giebelständiger Fachwerkbau mit Quereinfahrt und Ziegelausfachung auf Natursteinquadersockel unter Satteldach. Eckaussteifungen mit Schwelle-Rähm-Verstrebungen und Schieferbehang an Ost- und Nordfassade. | 33922609 | BW   |
| Bauernberg 10 52° 29′ 46″ N, 10° 42′ 45″ O | Wohnhaus                  | Zweigeschossiger traufständiger Fachwerkbau mit roter Backsteinausfachung und Zierfachwerk auf Sandsteinquadersockel unter Halbwalmdach. Straßenseitiger Mittelrisalit mit vorkragenden Geschossen mit Zwerchhaus und Spitzbogenfenstern. Im OG beidseitig mittig vorkragendes Fenstergefach. Nordwestfassade mit Schieferbehang. Mit bauzeitlicher straßenseitiger Einfriedung. | 33922633 | BW   |
| Bauernberg 11 52° 29′ 46″ N, 10° 42′ 43″ O | Wirtschaftsgebäude        | | 43755064 | BW   |
| Bauernberg 11 52° 29′ 47″ N, 10° 42′ 44″ O | Wohnhaus                  | Zweigeschossiges unterkellertes Wohnhaus auf hohen Sockel unter weit vorstehenden Walmdach. Im EG massiv aus rotem Backstein, Fassadengliederung durch Ziegelziersetzungen und glasierte Ziegel, vorkragendes OG mit Zierfachwerk. Übergiebelter Mittelrisalit. | 33922664 | BW   |